# Marquee Moon
Marquee Moon — дебютний альбом американського рок-гурту Television, виданий в лютому 1977 року лейблом Elektra Records. До 1974 року гурт став видним на музичній сцені Нью-Йорка і викликав інтерес з боку звукозаписних компаній. Фронтмен Television Том Верлен продюсував альбом з звукоінженером Енді Джонсом на A & R Recording в вересні 1976 року.
Marquee Moon отримав визнання критиків після свого релізу і досяг несподіваного комерційного успіху у Великій Британії, але погано продавався в Сполучених Штатах. З тих пір він був переглянутий критиками як один з найкращих альбомів американського руху панк-року і наріжний камінь альтернативного року. Інноваційне пост-панк інструментування на альбомі сильно вплинуло на інді-рок і нову хвилю 1980-х років, а також рок-гітаристів, таких як Джон Фрусчанте, Вілл Сержант і Едж.

## Список композицій
Автор музики і слів Том Верлен, окрім зазначених інакше. 
| Перша сторона | Перша сторона  | Перша сторона |
| #             | Назва          | Тривалість    |
| ------------- | -------------- | ------------- |
| 1.            | «See No Evil»  | 3:56          |
| 2.            | «Venus»        | 3:48          |
| 3.            | «Friction»     | 4:43          |
| 4.            | «Marquee Moon» | 9:58          |

| Друга сторона | Друга сторона                               | Друга сторона |
| #             | Назва                                       | Тривалість    |
| ------------- | ------------------------------------------- | ------------- |
| 5.            | «Elevation»                                 | 5:08          |
| 6.            | «Guiding Light» (Том Верлен і Річард Ллойд) | 5:36          |
| 7.            | «Prove It»                                  | 5:04          |
| 8.            | «Torn Curtain»                              | 7:00          |

| Бонус-треки CD-перевидання | Бонус-треки CD-перевидання            | Бонус-треки CD-перевидання |
| #                          | Назва                                 | Тривалість                 |
| -------------------------- | ------------------------------------- | -------------------------- |
| 9.                         | «Little Johnny Jewel (Parts 1 & 2)»   | 7:09                       |
| 10.                        | «See No Evil» (альтернативна версія)  | 4:40                       |
| 11.                        | «Friction» (альтернативна версія)     | 4:52                       |
| 12.                        | «Marquee Moon» (альтернативна версія) | 10:54                      |
| 13.                        | Untitled (інструментальна)            | 3:22                       |